# Papua-Teichhuhn
Das Papua-Teichhuhn (Gallinula tenebrosa) ist eine Vogelart aus der Familie der Rallen, das von Indonesien bis nach Australien vorkommt und als Irrgast auch in Neuseeland beobachtet wurde. Es werden drei Unterarten unterschieden.
Die Bestandssituation des Papua-Teichhuhns wird von der IUCN mit ungefährdet (least concern) angegeben.

## Merkmale

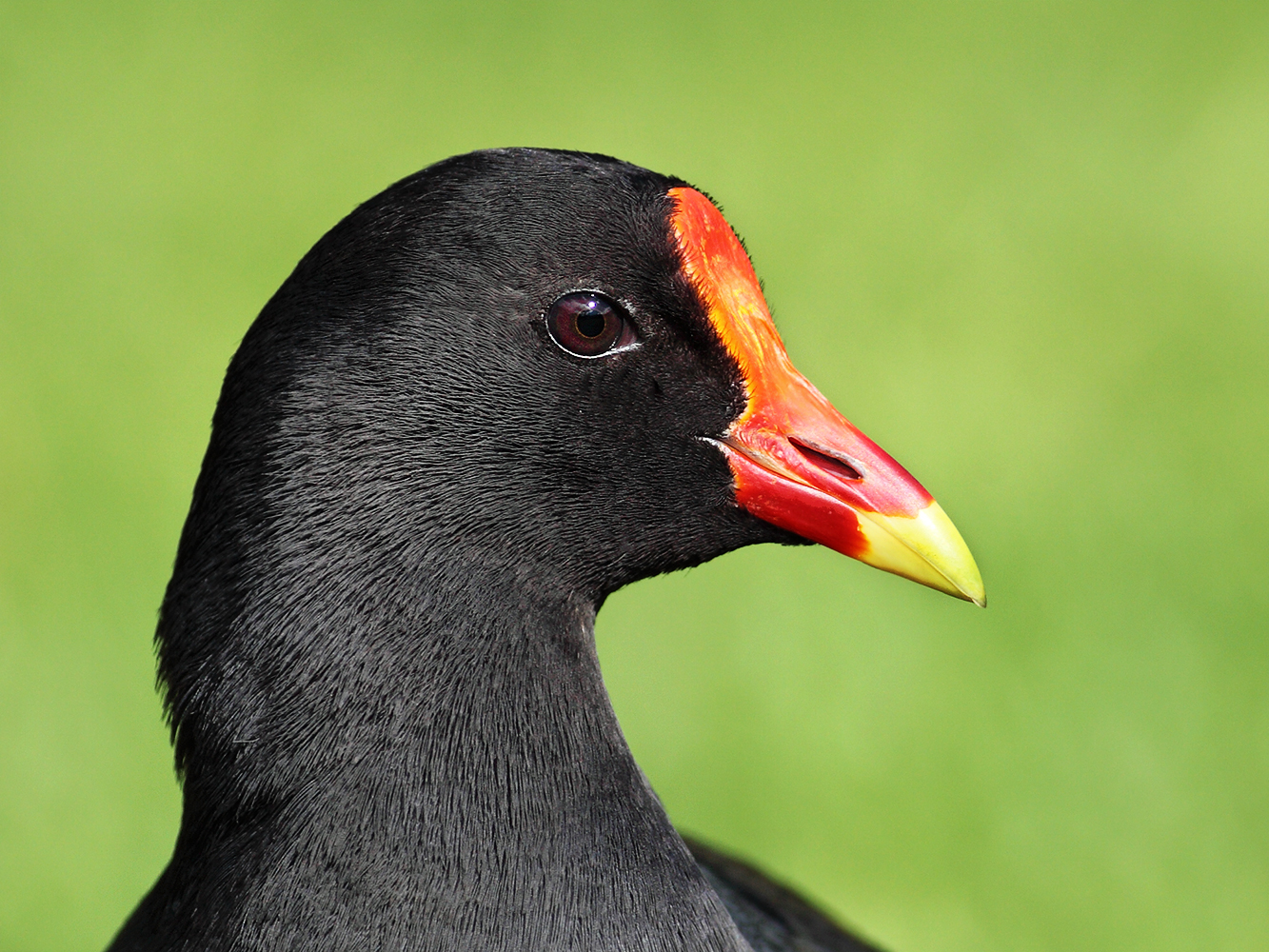
Papua-Teichhuhn

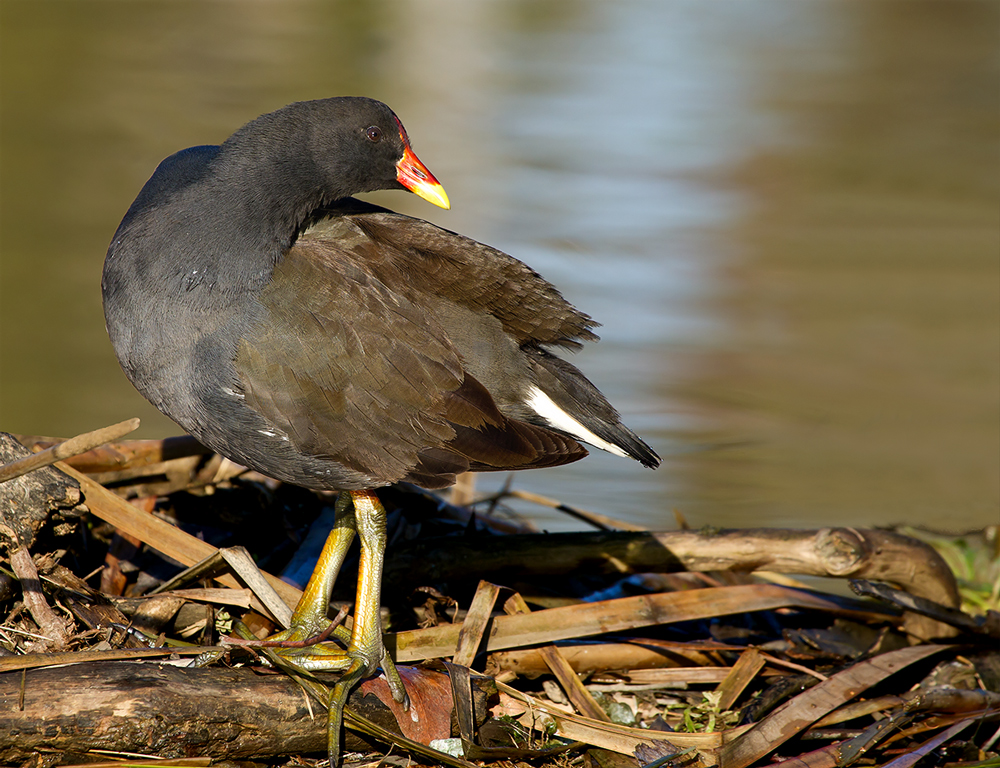
Papua-Teichhuhn auf Nest

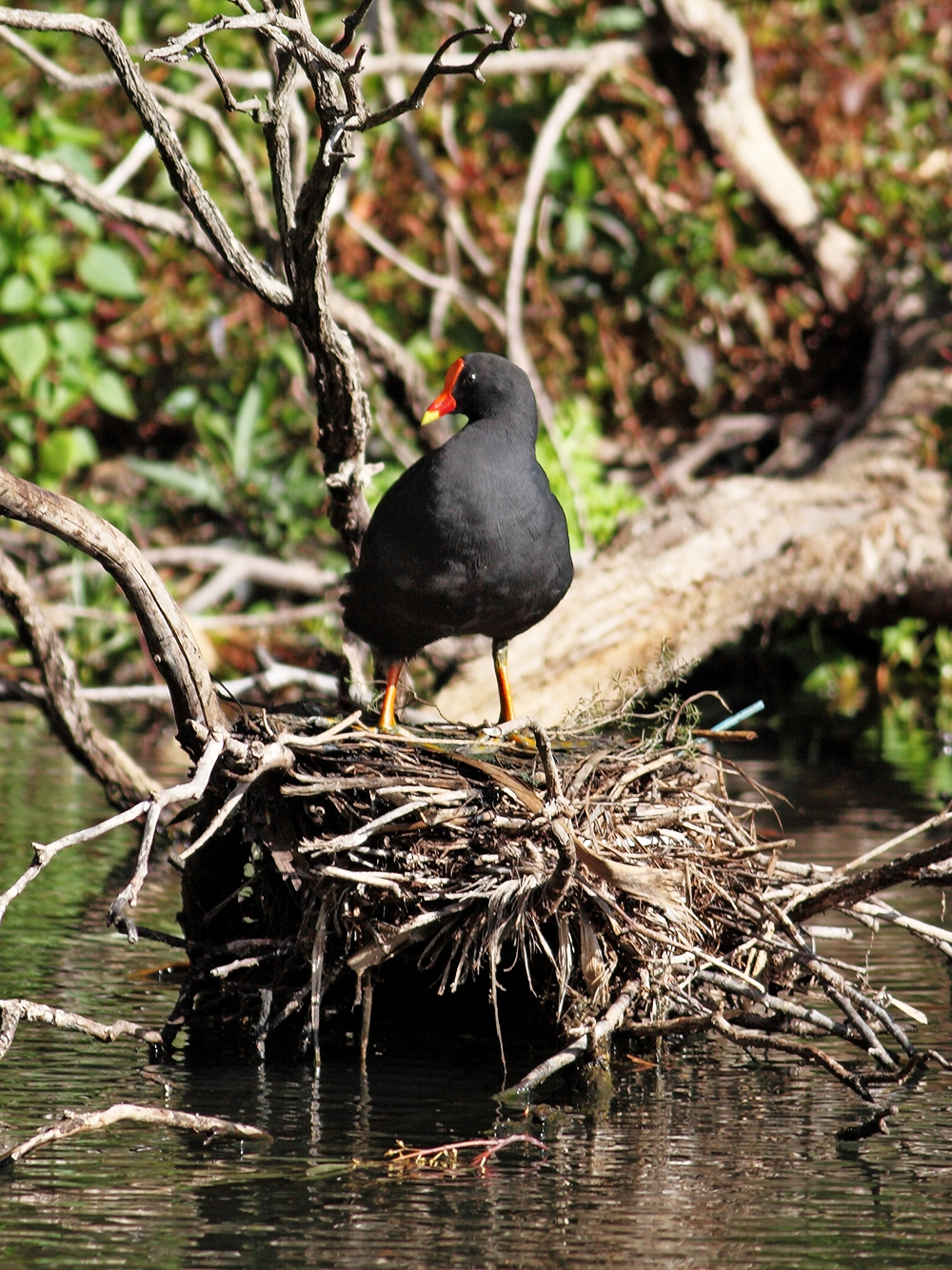
Papua-Teichhuhn auf Nest

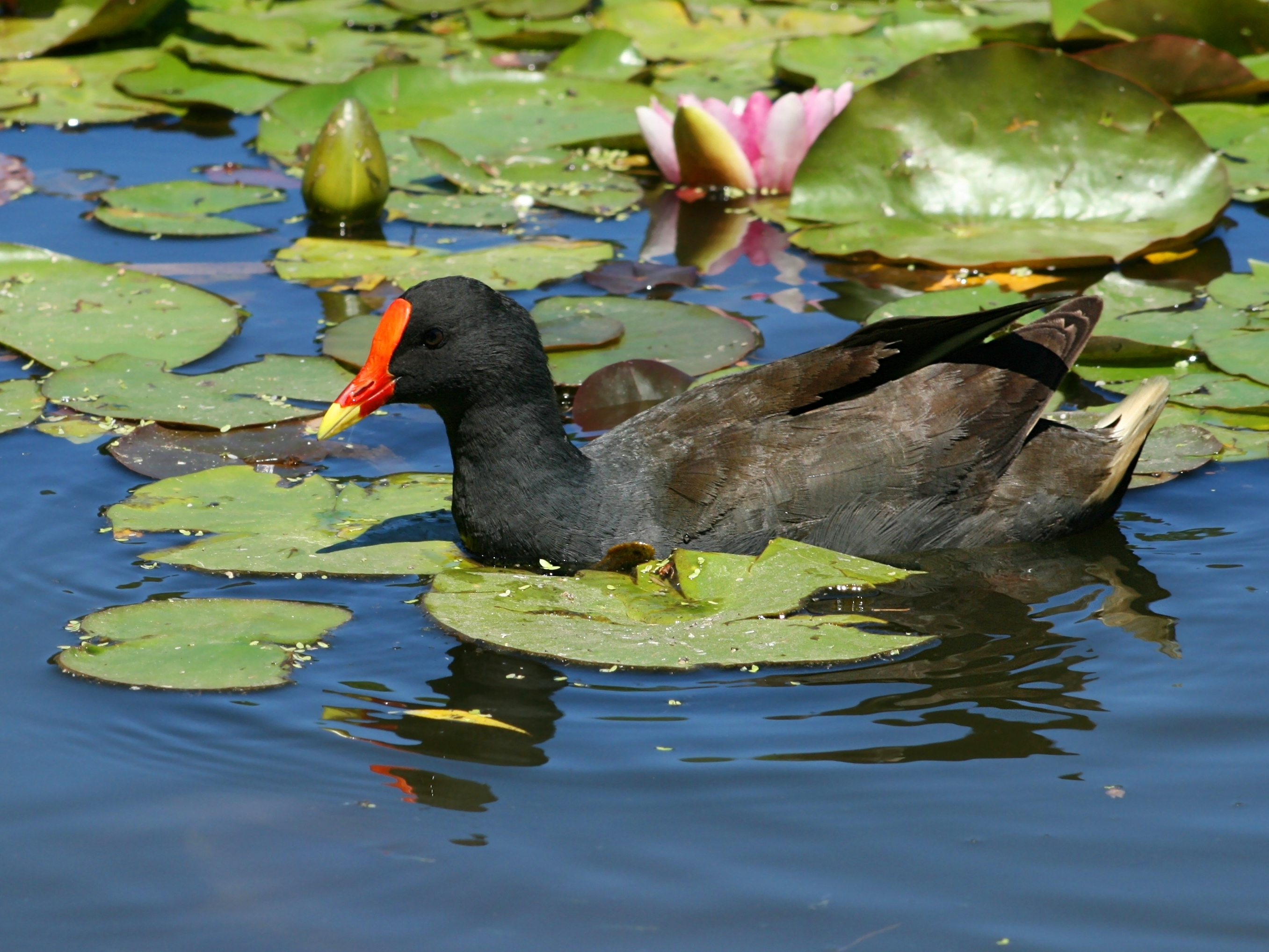
Schwimmendes Papua-Teichhuhn

Das Papua-Teichhuhn erreicht eine Körperlänge von 35 bis 40 Zentimeter. Die Flügelspanne beträgt 55 bis 65 Zentimeter. Das Gewicht schwankt zwischen 350 und 700 Gramm.
Papua-Teichhühner sind dunkelgrau bis schwarz gefärbt mit tiefbraunem Rücken. Der Schwanz ist an den Seiten unten weiß. Der Schnabel und die darüber liegende Stirnplatte sind kräftig rot, die Schnabelspitze ist gelb. Der rote Schild hat bei innerartlichen Auseinandersetzungen Signalfunktion. Die Beine weisen über dem Intertarsalgelenk ein scharlachrotes Band auf. Von der Teichralle (Gallinula chloropus) unterscheidet die Art sich durch das Fehlen weißer Streifen an den Flanken. Zudem ist die Nominatunterart mit 36 Zentimetern Länge etwas größer, während die Unterart Gallinula tenebrosa neumanni aus Nord-Neuguinea eine ähnliche Größe erreicht. Die Weibchen sind etwas kleiner als die Männchen. Jungtiere sind weniger kräftig und manchmal bräunlich gefärbt.

## Verbreitung
Das Papua-Teichhuhn kommt in Australasien südlich der Wallace-Linie bis nach Tasmanien vor. In Australien findet es sich in allen australischen Bundesstaaten, der Verbreitungsschwerpunkt liegt aber entlang der Ost- und Südostküste sowie auf Tasmanien. Ein weiterer australischer Verbreitungsschwerpunkt ist der Südwesten von Western Australia. Auf Flores, Sumba und im Süden Borneos kommt die Art gelegentlich als Irrgast vor.
Es werden die folgenden drei Unterarten unterschieden:
- G. t. frontata Wallace, 1863 – Sulawesi über die Sula-Inseln, den Süden der Molukken, die Kleinen Sundainseln bis in den Westen und Südosten von Neuguinea
- G. t. neumanni E. J. O. Hartert, 1930 – Norden von Neuguinea
- G. t. tenebrosa Gould, 1846 – Australien und Tasmanien.

Das Zugverhalten des Papua-Teichhuhns ist bislang wenig erforscht. Es ist vermutlich ein Teilzieher.

## Lebensweise
Der bevorzugte Lebensraum des Papua-Teichhuhns sind Süßwasserseen, Tümpel und bewachsenes Sumpfland. Die Art findet sich vorwiegend im Tiefland, auf Sulawesi aber auch in Höhen bis 1000 Meter.
Papua-Teichhühner sind tagaktiv und nehmen sowohl an Land wie auch im Wasser Nahrung auf, wobei das Spektrum von Gras, Samen und Früchten über Wasserpflanzen, Weichtiere und Insekten bis zu Vogelkot und Aas reicht. In Australien finden sich die Tiere im Mai und Juli zu großen Schwärmen zusammen, die vereinzelt bis zu 100 Individuen umfassen können. Aus diesen Schwärmen bilden sich ab Juli zum Brüten territoriale Gruppen von zwei bis sieben, meist vier Individuen, wobei auf ein Weibchen ein bis drei Männchen kommen. Ältere Tiere bleiben dabei länger als Gruppe zusammen als jüngere und erreichen einen höheren Bruterfolg.
Sie brüten auf Süßwassersee, an Flüssen, in Sümpfen und an künstlichen Wasserstellen. Die territorialen Gruppen bauen häufig mehrere Gelegenester, bevor sie sich für eines entscheiden, in dem das Weibchen die Eier legt. Gelegenester werden gelegentlich auch über dem Boden in dichten Sträuchern, in den Astgabeln von Bäumen oder in Rankpflanzen angelegt, der typische Neststandort ist jedoch eine Blattform direkt auf dem Wasser, das bis zu 20 Meter vom Ufer entfernt ist. Die Gelegegröße variiert zwischen fünf und 18 Eier. Große Gelege sind vermutlich darauf zurückzuführen, dass zwei oder mehr Weibchen Eier in ein Nest legten. Durchschnittliche Gelege haben 8 bis neun Eier.

## Systematik
Ob das Papua-Teichhuhn und die Teichralle tatsächlich getrennte Arten darstellen, wird von manchen Autoren bezweifelt. Diese weisen darauf hin, dass Unterscheidungsmerkmale wie die Färbung der Haut teilweise altersabhängig sind und dass auch beim Papua-Teichhuhn gelegentlich weiße Streifen an den Flanken auftreten. Das Handbook of the Birds of the World weist dagegen darauf hin, dass beide Arten in der Wallacea gleichzeitig vorkommen.